# パラダイスレジデンス
『パラダイスレジデンス』（PARADISE RESIDENCE）は、藤島康介による日本の漫画作品。『good!アフタヌーン』（講談社）及び『月刊アフタヌーン』（講談社）にて連載された。

## 概要
当初は、講談社の漫画雑誌『good!アフタヌーン』にて、2008年11月7日発売の創刊号より連載を開始。以後、断続的に掲載される不定期連載の形式をとっており、第21号以降は実質的に休載状態となっていた。
2014年に、本誌『月刊アフタヌーン』に移籍。同年6月号での『ああっ女神さまっ』完結と入れ替わりで、同年7月号より連載を再開し（移籍に際して『good!アフタヌーン』掲載の計8話を収録した特別小冊子を付属）、2016年3月号で完結となった。なお『月刊アフタヌーン』では毎月掲載される通常連載となっていた。
各話8ページ前後の短いエピソードで構成される。作者の藤島康介にとっては、1988年に連載開始した『ああっ女神さまっ』以来、20年ぶりの新規連載となる作品である。
また、講談社ラノベ文庫にて野梨原花南による小説化作品が刊行されている（2011年12月2日の同レーベル第一弾のラインナップとして発売）。
玩具メーカーとの企画会議にて発案された、『シルバニアファミリー』をモチーフとする女子寮を作品にしたもの。物語のラストはすでにイメージが出来ているが、そこに至るまでの過程はまだわからない、と作者自身はコメントしている。

## ストーリー
橘花学園第一寮。山の上にあるそこは、個性的な寮生たちが思い思いの、しかし規律を守った規則正しい学生生活を営む場所。騒がしく学園生活を送る小鳥遊初音（たかなし はつね）と、高校入学とともに寮の一員となった三沢寿々花（みさわ すずか）。彼女たちの楽園のような日々を描く女子寮グラフィティ！

## 登場人物
小鳥遊 初音（たかなし はつね）
この物語の中心人物。橘花（きっか）学園の生徒。食べることと寝ることにしか興味が無いと思わせる。納豆と爬虫類が苦手で、大好物はプリン。愛車はCKデザインのミニバイク仔猿( Z31-A )。運動神経は抜群で複数の運動部から助っ人に駆り出されるほどであるが、勉強は苦手で作中でも補習を受けているシーンや誤解答でクラスメイトからかわれる場面がある。実家はバイク店で、家族は両親(母親・晶子、父親の名称は未出)と初音似の弟・光。
寮母さん（小）
名称未出。小学生ながら、初音たちの暮らす学生寮「橘花学園第一寮」の寮母であるが、真の寮母は母親の「大きい寮母さん」。ネギが嫌い（曰く「臭い草」）。英検二級を所持しているため初音が補習逃れのために教えを請うたこともある。
三沢 寿々花（みさわ すずか）
初音の友人でルームメイト。初音曰く「第一寮の三大巨乳」(一人はその時一緒にいた三穂 美保であるが、もう一人については作中での言及はない)。資格マニアでもあり、作中で中型二輪免許を取得したほか、危険物取扱者・電気工事士・小型船舶免許・アマチュア無線の資格も所持している。
新田原（にゅうたばる）
「橘花学園第二寮」の寮生。陸上部所属。初音たちとは同学年。第一寮（の寮生）を「てっぺんさま」と呼び、初音と張り合うライバル的存在。プリンを巡る確執から初音には「プリン」と仇名される。
太刀洗（たちあらい）
橘花学園第一寮の寮生。陸上部。初音たちの先輩。
小松 理緒（こまつ りお）
橘花学園第一寮の寮長。初音たちの先輩。私服のセンスは非常に個性的（と第二寮の寮長に評されている）。別名「微笑の悪魔」。
松島 藍（まつしま あい）
橘花学園第一寮の寮生。初音たちの先輩。前半の登場シーンでは第一寮の玄関先でスケッチをしていた。
ネオパン
橘花学園第一寮で飼われている犬。名前の由来は「白黒だから」（ネオパンはモノクロフィルムのブランド名）。
大湊（おおみなと）
橘花学園第一寮の寮監。通称「ミンチン先生」。愛車はジープ。学生時代は第一寮の寮生だった。
ステファニー
橘花学園第一寮の寮生。初音たちの先輩。イギリスからの留学生。登場するたびに脱ぎっぷりがいい。通称「ステ先輩」。
寮長
名称未出。橘花学園第二寮の寮長。小松先輩のライバル。
寮母さん（大）
名称未出。橘花学園第一寮の真の寮母、小さい寮母さんの母親。入寮してから3ヶ月が経過したにもかかわらず、初音は面識がなく存在すら知らなかった（初音以外の人は当然ながら面識がある）。
三穂 美保（みつほ みほ）
橘花学園第一寮の寮生。初音たちの先輩、2年生。水泳部に所属するが、極度のアガリ症のため公式戦では実力の半分も発揮できないことからマネージャーを務めている(第二寮々長曰く「日本最速のマネージャー」「非公式記録なら高校生記録級」)。マゾ気質。通称「ミホミホ先輩」。
伊丹　真津利 (いたみ まつり)
　橘花学園理事長代行(理事長が急病で倒れたことによる)。この機会に第一寮を建て替えすることで、夫が経営する建設会社への利益誘導を画策しようとする。　

## 書籍情報
- 藤島康介 『パラダイスレジデンス』 講談社〈アフタヌーンKC〉 全4巻

1. 2015年2月23日発売、ISBN 978-4-06-388030-4

『good!アフタヌーン』連載分を収録
1. 2015年2月23日発売、ISBN 978-4-06-388031-1
2. 2015年8月21日発売、ISBN 978-4-06-388075-5
3. 2016年3月23日発売、ISBN 978-4-06-388122-6

- 著：野梨原花南、原作・イラスト：藤島康介 『パラダイスレジデンス』（講談社ラノベ文庫）全2巻

1. パラダイスレジデンス 1（2011年12月2日発売、ISBN 978-4-06-375201-4）
2. パラダイスレジデンス 2 風薫る五月となりましたが（2014年9月2日発売、ISBN 978-4-06-375397-4）